# UEFA 컵위너스컵
UEFA 컵위너스컵(UEFA Cup Winners' Cup)은 유럽의 국내 컵 대회 우승 구단 간의 축구 대회였다. 이 대회는 UEFA가 주관한 축구단 간 대회 중에서 두 번째로 오래된 대회였다. 첫 대회는 1960-61 시즌에 열렸으나, 그 당시에는 미트로파컵 운영 위원회에서 주관하고 있었다. 이탈리아 축구 연맹(FIGC)의 제안으로 1963년부터 UEFA가 주관하게 되면서 UEFA 공인 대회가 됐다. 본 대회는 UEFA 컵으로 흡수되기 직전인 마지막 1998-99 시즌까지 총 39회 열렸다.
컵위너스컵은 UEFA에서 두 번째로 명예로운 대회로 취급됐으며, 유러피언컵 다음, 인터시티스 페어스컵(후의 UEFA컵) 전의 위치에 있었다. 1972년 이후부터는 본 대회 우승 구단이 유러피언컵(후의 UEFA 챔피언스리그)의 우승 구단과 UEFA 슈퍼컵에서 맞붙게 되었다. UEFA 컵위너스컵이 폐지된 후에는 UEFA컵(현재의 UEFA 유로파리그)의 우승 구단이 UEFA 슈퍼컵의 컵위너스컵 우승 구단의 자리를 대신하게 됐다. 본 대회는 유러피언컵위너스컵(European Cup Winners' Cup)의 이름으로 시작됐으며, 1994년에 'UEFA 컵위너스컵'으로 개칭됐다.

## 구성
39년의 역사를 보면, UEFA 컵위너스컵은 항상 홈 앤 어웨이 방식의 녹아웃 토너먼트로만 진행되었다. 그리고 결승전은 첫 대회에 개최된 홈 앤 어웨이 방식의 결승전을 제외하면, 중립 지역에서의 단판 승부 방식으로 결승전이 치러졌다. 이러한 구성은 초기의 유럽 챔피언스컵이 32개 팀이 결승전 전까지 네 개의 라운드로 나뉘어 9월부터 다음해 5월까지 경기를 하는 형식과 일치한다. 최근에는 보통 8월에는 예선전을 하여 32강에 드는 팀을 선별하게 되었는데, 이는 1990년대에 UEFA에 새로운 회원국이 많이 들어왔기 때문이었다.
참가 팀들은 각 UEFA 회원국마다 단 한 팀으로 제한된다. 이중 유일한 예외는 지난 대회 컵위너스컵 우승 팀과 그 팀이 속한 국가의 컵 대회 우승 팀이 다를 경우에는 두 팀의 참가가 허용된다. 그러나 지난 대회 우승 팀이 만약에 유러피언컵에 진출하게 되었다면 전년도 우승 팀에게 주어지는 자리는 없어지게 된다.
한 팀이 국내 리그와 컵 대회를 우승하는 경우, 즉 "더블"을 할 경우에는 더블을 한 팀은 유러피언컵에 나가게 되고, 컵 대회 우승 팀에게 주어지는 컵위너스컵 자리는 컵 대회 준우승 팀에게 주어진다. 대회 마지막 시즌이었던 1998-99 시즌에 네덜란드의 SC 헤이렌베인은 지난 시즌의 컵 대회에서 4강을 기록하였으나 컵위너스컵에 출전하였다. 이는 네덜란드 컵 대회의 결승에 진출한 두 팀이었던 PSV 에인트호번과 아약스가 그 당시에 참가 팀이 확대된 챔피언스리그에 출전하였기 때문이었다. 헤이렌베인은 3위 결정전에서 승리하여 유일하게 전년도 컵 대회 결승 진출팀이 아닌 팀이 참가하는 경우가 되었다.
몇몇 국가에서 진행하는 리그컵 우승 팀은 컵위너스컵에 참가하지 못한다. 그 대신에 리그컵 우승 팀은 UEFA컵에 참가하게 된다.

## 역사

### 시작

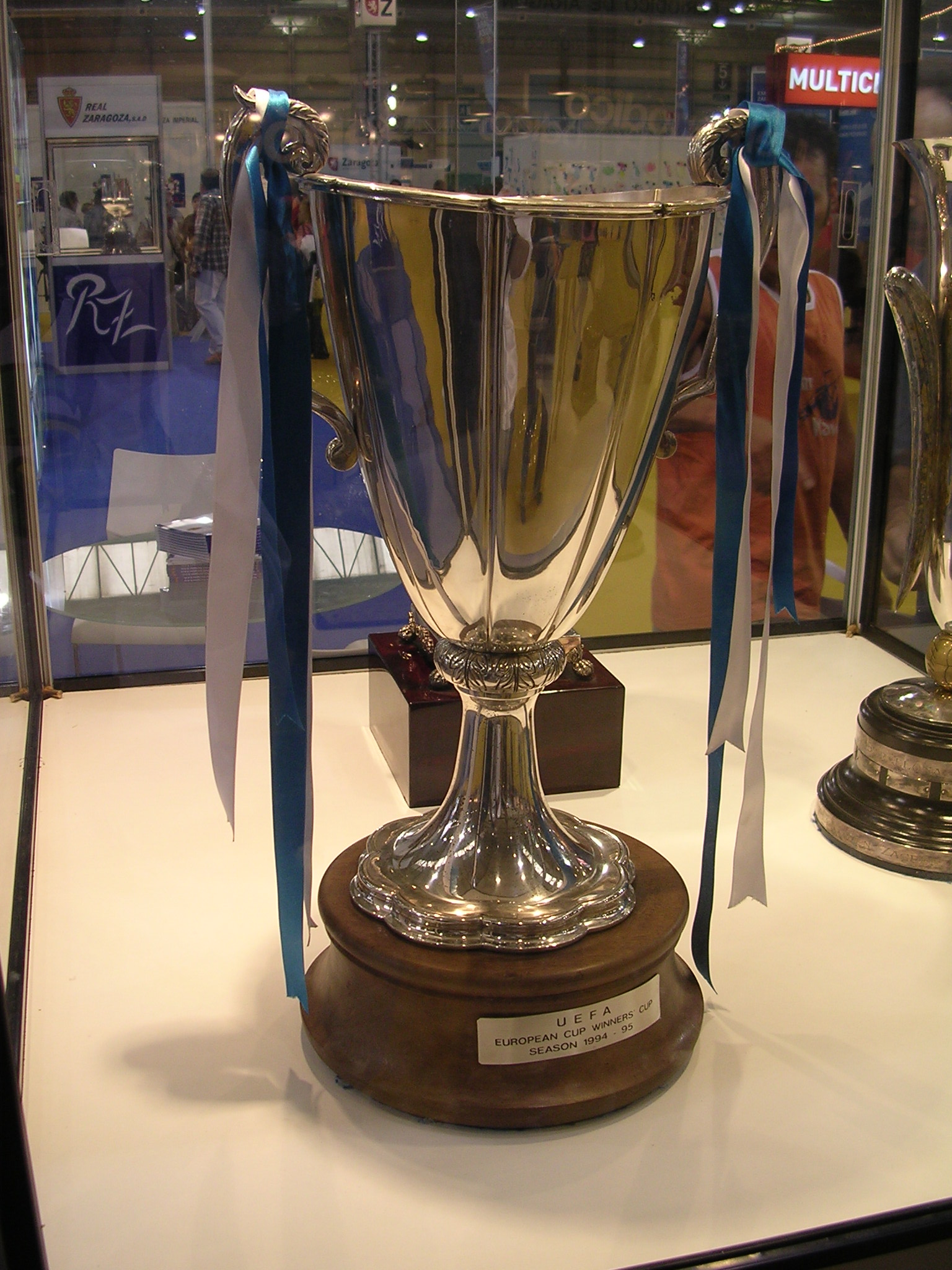
1994-95년 UEFA 컵위너스컵에서 우승을 차지한 레알 사라고사가 받은 트로피

5년 일찍 생겨난 유러피언컵의 상황을 반영하여, 전 유럽의 컵 대회 우승 팀이 참가하는 대회를 만들자는 몇몇 유럽의 스포츠 기자들의 아이디어가 있었다. 유러피언컵이 대단한 성공을 입증하였고, 인터시티스 페어스컵 또한 인기를 입증하였다. 그 결과 새로운 유럽 축구 대회를 만들자는 생각이 제기되었다. 토너먼트는 유러피언컵의 구성을 기초로 하되, 유러피언컵에 참가하는 리그 우승 팀을 제외하고 각국의 컵 대회 우승 팀이 참가하는 방식으로 함께 진행하기로 하였다.
컵위너스컵의 첫 대회는 1960-61 시즌이었는데, 기본적으로 일종의 시범 및 안내의 목적을 띠는 반공식적인 대회였다. 그러나 대회 창설에 대한 초기 많은 유럽의 상위권 클럽들의 반응은 냉담하였다. 그 당시에 많은 유럽 국가들이 컵 대회가 없었고, 컵 대회가 있는 국가의 경우에도 일반적으로 낮게 평가되었고 심지어 빅클럽들 가운데서 컵 대회에 참가하지 않는 경우도 있었다. 본래 잉글랜드와 스코틀랜드에서만 컵 대회가 특별히 가치있게 여겨졌었다. 많은 이들은 컵 대회 우승 팀이 참가하는 유럽 대회의 실현 가능성에 회의적이었고, 스페인의 아틀레티코 마드리드, 프랑스의 AS 모나코와 같이 첫 번째 컵위너스컵에 참가할 수 있는 자격을 갖춘 빅클럽들이 참가를 거절하였다.
결국 컵위너스컵의 첫 대회는 단 10개 팀만이 참가하게 되었고, 이탈리아의 피오렌티나가 스코틀랜드의 레인저스를 물리치고 첫 대회의 우승을 차지하였다. 적은 수의 팀이 참가하였지만 경기는 대부분 잘 치러졌고, 새로운 대회에 대한 관중과 미디어의 반응 역시 긍정적이고 열정적이었다. 1961-62 시즌의 두 번째 대회에서는 UEFA가 대회의 모든 진행 및 구성을 맡았고 이 때부터 모든 클럽들이 대회에 참가할 자격을 받는 기회를 얻었다. 1968년부터 모든 UEFA 회원국들은 컵위너스컵의 성공에 따라 컵 대회를 만들었고, 컵위너스컵은 유럽에서 두 번째로 권위 있는 대회로 확고히 굳어졌다.

### 권위
컵위너스컵은 1970년대와 1980년대의 유럽 축구에 있어서 중요한 부분을 차지하였다. 비록 유러피언컵이나 UEFA컵보다 참가 팀도 적어서 낮게 보일 수도 있으나, UEFA에서는 이 대회를 유럽에서 두 번째로 중요한 대회로 여겼다. 위너스컵은 공격적이고, 재미있는 축구를 보여 준다는 평판을 얻었고, 많은 결승전에서 놀랄 만한 수의 멋진 골이 나왔다.
어떠한 클럽도 컵위너스컵을 2회 연속으로 보유하지 못하였다. (이는 소위 "컵위너스컵 징크스"라고 불린다) 비록 바르셀로나가 4회 우승에 2회 준우승을 하였지만 연속으로는 어떠한 팀도 하지 못하였다. 애버딘의 경우 1983년에 우승을 차지하였지만, 다음 해인 1984년에는 4강에 머물고 말았다. 안데를레흐트의 경우 2회 우승(1976년, 1978년)에 2회 준우승(1977년, 1990년)을 하였다. 게다가 1993년부터 1997년까지 열린 네 번의 결승전 가운데 세 번이 지난 대회 우승 팀이 준우승을 하는 경우가 발생하였다. (1993년과 1994년의 파르마, 1994년과 1995년의 아스널, 1996년과 1997년의 파리 생제르맹)

### 쇠퇴
1990년대 초반에 유러피언 챔피언스 클럽컵으로 불리던 대회가 UEFA 챔피언스리그로 바뀌면서, 컵위너스컵의 위치와 권위가 하락하기 시작하였다. 1997년에 챔피언스리그가 확대되면서 UEFA에서는 컵위너스컵 또한 32개 팀에서 64개 팀으로 참가 팀을 증가시켰다. 그로 인하여 많은 국가들의 2위 팀이 참가하게 되었다. 2위 팀에 대한 자격 기준이 정해지지 않았기 때문에 UEFA는 컵위너스컵에 대해서는 어떠한 변화를 적용시키지 않기로 하였다. 바르셀로나, 바이에른 뮌헨, PSV 에인트호번과 같이 예전에 컵위너스컵에 참가했었던 많은 클럽들이 리그 2위 자격으로 챔피스언리그에 참가하면서 이런 점이 컵위너스컵을 약화시켰다.
1990년대 후반부터 컵위너스컵은 단 한 두 팀의 빅 클럽이 참가하는 2등급 대회로 여겨지게 되었다. 결국 챔피언스리그가 상위 리그에 대하여 3~4개 팀의 출전으로 대회가 확대되자 1998-99 시즌을 마지막으로 대회의 폐지가 결정되었다. 마지막 대회의 우승은 SS 라치오에게 돌아갔다. 그 때부터 챔피언스리그에 출전하지 못하는 컵 대회 우승 팀은 UEFA컵에 출전하게 되었다.

## UEFA 컵위너스컵 결승
| 시즌             | 우승 | 결과       | 준우승                | 장소                                   |
| ---------------- | --- | ---------- | --------------------- | -------------------------------------- |
| 1960/61 상세정보 | 레인저스 | 0 - 2      | 피오렌티나            | 아이브록스 스타디움, 글래스고          |
| 1960/61 상세정보 | 피오렌티나                                                                                                   | 2 - 1      | 레인저스              | 스타디오 아르테미오 프란키, 피렌체     |
| 1960/61 상세정보 | 첫 대회의 결승전만이 유일하게 홈 앤 어웨이 방식으로 치러진 결승전이었다. 피오렌티나가 합계 4-1로 승리하였다. |            |                       |                                        |
| 1961/62 상세정보 | 아틀레티코 마드리드                                                                                          | 1 - 1 연장 | 피오렌티나            | 햄던 파크, 글래스고                    |
| 1961/62 상세정보 | 아틀레티코 마드리드가 슈투트가르트의 네카어슈타디온에서 열린 결승 재경기에서 3 - 0으로 승리하였다.           |            |                       | 햄던 파크, 글래스고                    |
| 1962/63 상세정보 | 토트넘 홋스퍼                                                                                                | 5 - 1      | 아틀레티코 마드리드   | 스타디온 페예노르트, 로테르담          |
| 1963/64 상세정보 | 스포르팅 CP                                                                                                  | 3 - 3 연장 | MTK 부다페스트        | 헤이젤 경기장, 브뤼셀                  |
| 1963/64 상세정보 | 스포르팅 CP가 안트베르펜의 보사윌스타디온에서 열린 결승 재경기에서 1 - 0으로 승리하였다.                     |            |                       | 헤이젤 경기장, 브뤼셀                  |
| 1964/65 상세정보 | 웨스트 햄 유나이티드                                                                                         | 2 - 0      | 1860 뮌헨             | 웸블리 스타디움, 런던                  |
| 1965/66 상세정보 | 보루시아 도르트문트                                                                                          | 2 - 1 연장 | 리버풀                | 햄던 파크, 글래스고                    |
| 1966/67 상세정보 | 바이에른 뮌헨                                                                                                | 1 - 0 연장 | 레인저스              | 프랑켄슈타디온, 뉘른베르크             |
| 1967/68 상세정보 | 밀란 | 2 - 0      | 함부르크              | 스타디온 페예노르트, 로테르담          |
| 1968/69 상세정보 | 슬로반 브라티슬라바                                                                                          | 3 - 2      | 바르셀로나            | 장크트 야코프 경기장, 바젤             |
| 1969/70 상세정보 | 맨체스터 시티                                                                                                | 2 - 1      | 구르니크 자브제       | 프라터슈타디온, 빈                     |
| 1970/71 상세정보 | 첼시 | 1 - 1 연장 | 레알 마드리드         | 카라이스카키스 스타디움, 피레아스      |
| 1970/71 상세정보 | 첼시가 피레아스의 카라이스카키스 스타디움에서 열린 결승 재경기에서 2 - 1로 승리하였다.                       |            |                       | 카라이스카키스 스타디움, 피레아스      |
| 1971/72 상세정보 | 레인저스 | 3 - 2      | 디나모 모스크바       | 캄 노우, 바르셀로나                    |
| 1972/73 상세정보 | 밀란 | 1 - 0      | 리즈 유나이티드       | 카프탄조글리오 경기장, 테살로니키      |
| 1973/74 상세정보 | 마그데부르크                                                                                                 | 2 - 0      | 밀란                  | 스타디온 페예노르트, 로테르담          |
| 1974/75 상세정보 | 디나모 키예프                                                                                                | 3 - 0      | 페렌츠바로시          | 장크트 야코프 경기장, 바젤             |
| 1975/76 상세정보 | 안데를레흐트                                                                                                 | 4 - 2      | 웨스트 햄 유나이티드  | 헤이젤 경기장, 브뤼셀                  |
| 1976/77 상세정보 | 함부르크 | 2 - 0      | 안데를레흐트          | 암스테르담 올림픽 스타디움, 암스테르담 |
| 1977/78 상세정보 | 안데를레흐트                                                                                                 | 4 - 0      | 아우스트리아 빈       | 파르크 데 프랭스, 파리                 |
| 1978/79 상세정보 | 바르셀로나                                                                                                   | 4 - 3 연장 | 포르투나 뒤셀도르프   | 장크트 야코프 경기장, 바젤             |
| 1979/80 상세정보 | 발렌시아 | 0 - 0 연장 | 아스널                | 헤이젤 경기장, 브뤼셀                  |
| 1979/80 상세정보 | 발렌시아가 승부차기에서 5 - 4로 승리하였다.                                                                  |            |                       | 헤이젤 경기장, 브뤼셀                  |
| 1980/81 상세정보 | 디나모 트빌리시                                                                                              | 2 - 1      | 카를 차이스 예나      | 라인슈타디온, 뒤셀도르프               |
| 1981/82 상세정보 | 바르셀로나                                                                                                   | 2 - 1      | 스탕다르 리에주       | 캄 노우, 바르셀로나                    |
| 1982/83 상세정보 | 애버딘 | 2 - 1 연장 | 레알 마드리드         | 울레비, 예테보리                       |
| 1983/84 상세정보 | 유벤투스 | 2 - 1      | 포르투                | 장크트 야코프 경기장, 바젤             |
| 1984/85 상세정보 | 에버턴 | 3 - 1      | 라피트 빈             | 스타디온 페예노르트, 로테르담          |
| 1985/86 상세정보 | 디나모 키예프                                                                                                | 3 - 0      | 아틀레티코 마드리드   | 스타드 드 제를랑, 리옹                 |
| 1986/87 상세정보 | 아약스 | 1 - 0      | 로코모티프 라이프치히 | 아테네 올림픽 스타디움, 아테네         |
| 1987/88 상세정보 | 메헬렌 | 1 - 0      | 아약스                | 라 메노, 스트라스부르                  |
| 1988/89 상세정보 | 바르셀로나                                                                                                   | 2 - 0      | 삼프도리아            | 방크도르프슈타디온, 베른               |
| 1989/90 상세정보 | 삼프도리아                                                                                                   | 2 - 0 연장 | 안데를레흐트          | 울레비, 예테보리                       |
| 1990/91 상세정보 | 맨체스터 유나이티드                                                                                          | 2 - 1      | 바르셀로나            | 스타디온 페예노르트, 로테르담          |
| 1991/92 상세정보 | 베르더 브레멘                                                                                                | 2 - 0      | 모나코                | 이스타디우 다 루스, 리스본             |
| 1992/93 상세정보 | 파르마 | 3 - 1      | 로열 앤트워프         | 웸블리 스타디움, 런던                  |
| 1993/94 상세정보 | 아스널 | 1 - 0      | 파르마                | 파르켄, 코펜하겐                       |
| 1994/95 상세정보 | 레알 사라고사                                                                                                | 2 - 1 연장 | 아스널                | 파르크 데 프랭스, 파리                 |
| 1995/96 상세정보 | 파리 생제르맹                                                                                                | 1 - 0      | 라피트 빈             | 보두앵 국왕 경기장, 브뤼셀             |
| 1996/97 상세정보 | 바르셀로나                                                                                                   | 1 - 0      | 파리 생제르맹         | 스타디온 페예노르트, 로테르담          |
| 1997/98 상세정보 | 첼시 | 1 - 0      | 슈투트가르트          | 로순다 스타디온, 스톡홀름              |
| 1998/99 상세정보 | 라치오 | 2 - 1      | 마요르카              | 빌라 파크, 버밍엄                      |

## 통계

### 클럽별 성적
| 클럽                  | 우승 | 준우승 | 우승 연도              | 준우승 연도 |
| --------------------- | ---- | ------ | ---------------------- | ----------- |
| 바르셀로나            | 4    | 2      | 1979, 1982, 1989, 1997 | 1969, 1991  |
| 안데를레흐트          | 2    | 2      | 1976, 1978             | 1977, 1990  |
| 밀란                  | 2    | 1      | 1968, 1973             | 1974        |
| 첼시                  | 2    | 0      | 1971, 1998             |             |
| 디나모 키예프         | 2    | 0      | 1975, 1986             |             |
| 아틀레티코 마드리드   | 1    | 2      | 1962                   | 1963, 1986  |
| 레인저스              | 1    | 2      | 1972                   | 1961, 1967  |
| 아스널                | 1    | 2      | 1994                   | 1980, 1995  |
| 피오렌티나            | 1    | 1      | 1961                   | 1962        |
| 웨스트햄 유나이티드   | 1    | 1      | 1965                   | 1976        |
| 함부르크              | 1    | 1      | 1977                   | 1968        |
| 아약스                | 1    | 1      | 1987                   | 1988        |
| 삼프도리아            | 1    | 1      | 1990                   | 1989        |
| 파르마                | 1    | 1      | 1993                   | 1994        |
| 파리 생제르맹         | 1    | 1      | 1996                   | 1997        |
| 토트넘 홋스퍼         | 1    | 0      | 1963                   |             |
| 스포르팅 CP           | 1    | 0      | 1964                   |             |
| 보루시아 도르트문트   | 1    | 0      | 1966                   |             |
| 바이에른 뮌헨         | 1    | 0      | 1967                   |             |
| 슬로반 브라티슬라바   | 1    | 0      | 1969                   |             |
| 맨체스터 시티         | 1    | 0      | 1970                   |             |
| 마그데부르크          | 1    | 0      | 1974                   |             |
| 발렌시아              | 1    | 0      | 1980                   |             |
| 디나모 트빌리시       | 1    | 0      | 1981                   |             |
| 애버딘                | 1    | 0      | 1983                   |             |
| 유벤투스              | 1    | 0      | 1984                   |             |
| 에버턴                | 1    | 0      | 1985                   |             |
| 메헬렌                | 1    | 0      | 1988                   |             |
| 맨체스터 유나이티드   | 1    | 0      | 1991                   |             |
| 베르더 브레멘         | 1    | 0      | 1992                   |             |
| 레알 사라고사         | 1    | 0      | 1995                   |             |
| 라치오                | 1    | 0      | 1999                   |             |
| 레알 마드리드         | 0    | 2      |                        | 1971, 1983  |
| 라피트 빈             | 0    | 2      |                        | 1985, 1996  |
| MTK 부다페스트        | 0    | 1      |                        | 1964        |
| 1860 뮌헨             | 0    | 1      |                        | 1965        |
| 리버풀                | 0    | 1      |                        | 1966        |
| 구르니크 자브제       | 0    | 1      |                        | 1970        |
| 디나모 모스크바       | 0    | 1      |                        | 1972        |
| 리즈 유나이티드       | 0    | 1      |                        | 1973        |
| 페렌츠바로시          | 0    | 1      |                        | 1975        |
| 아우스트리아 빈       | 0    | 1      |                        | 1978        |
| 포르투나 뒤셀도르프   | 0    | 1      |                        | 1979        |
| 카를 차이스 예나      | 0    | 1      |                        | 1981        |
| 스탕다르 리에주       | 0    | 1      |                        | 1982        |
| 포르투                | 0    | 1      |                        | 1984        |
| 로코모티프 라이프치히 | 0    | 1      |                        | 1987        |
| 모나코                | 0    | 1      |                        | 1992        |
| 로열 앤트워프         | 0    | 1      |                        | 1993        |
| 슈투트가르트          | 0    | 1      |                        | 1998        |
| 마요르카              | 0    | 1      |                        | 1999        |

### 국가별 성적
| 국가       | 우승 | 준우승 |
| ---------- | ---- | ------ |
| 잉글랜드   | 8    | 5      |
| 스페인     | 7    | 7      |
| 이탈리아   | 7    | 4      |
| 독일       | 5    | 6      |
| 벨기에     | 3    | 4      |
| 스코틀랜드 | 2    | 2      |
| 우크라이나 | 2    | 0      |
| 프랑스     | 1    | 2      |
| 포르투갈   | 1    | 1      |
| 네덜란드   | 1    | 1      |
| 슬로바키아 | 1    | 0      |
| 조지아     | 1    | 0      |
| 오스트리아 | 0    | 3      |
| 헝가리     | 0    | 2      |
| 폴란드     | 0    | 1      |
| 러시아     | 0    | 1      |